# 경주 구황동 금제여래좌상
경주 구황동 금제여래좌상(慶州 九黃洞 金製如來坐像)은 1934년 지금의 대한민국 경상북도 경주시 구황동 낭산의 황복사로 알려진 절터의 삼층석탑(경주 구황리 삼층석탑, 국보 제37호)에서 출토된 금동사리함 안에서 금제여래입상(국보 제80호)과 함께 발견된 불상이다. 1962년 12월 20일 대한민국의 국보 제79호 경주 구황리 금제여래좌상(慶州 九黃里 金製如來坐像)으로 지정되었다가, 2010년 6월 28일 현재의 명칭으로 변경되었다.
황복사의 연혁에 대해서는 전혀 알려진 바가 없으나 다만 신라 진덕여왕 6년(652)에 의상법사가 출가했으며 신라 경문왕을 화장했던 절이라는 사실만 전해질뿐이다. 현재 절터에는 통일신라시대의 삼층석탑과 십이지상ㆍ귀부 등 석재 유물만 남아 있다.

## 특징
금제여래좌상은 연화대좌 위에 결가부좌한 것으로 불상은 순금으로 만들었으나 광배와 대좌는 금동으로 따로 주조하여 결합시킨 것이다. 불상의 머리는 소발에 커다란 육계가 놓여 있으며 풍만한 얼굴에는 눈ㆍ코ㆍ입의 표현이 뚜렷하여 이상화된 부처로서의 위엄을 갖추고 있다. 어깨는 넓고 당당하며 그 위에 걸친 통견의 법의는 가슴 앞에서 옷 주름이 자연스럽게 흘러내리면서 양 무릎을 거쳐 대좌 전체를 덮고 있는 상현좌의 형식을 이루고 있다. 가슴 위로는 왼쪽 어깨에서 오른쪽 겨드랑이로 비스듬히 걸쳐 입은 내의가 보인다. 신체의 윤곽은 두꺼운 법의로 인해 드러나지 않았지만 가늘고 날씬한 허리와 두 다리의 무릎에 보이는 양감 등은 중국 당대 불상양식에 영향을 받은 것으로 통일신라시대 불상에서도 많이 볼 수 있는 특징이다.
두 손은 불신에 비해 다소 작은 편인데 오른손은 위로 들어 올려 시무외인을 하고 있고 왼손은 손바닥을 편 채 무릎 위에 놓여 있다. 이러한 수인은 중국의 수대나 당대 불상에서 유행했던 것으로 중국의 경우, 명문에 아미타불상이라고 기록되어 있는 예가 많이 남아 있어 아미타불이 취했던 손모양 중의 하나였음을 알 수 있다.
황복사 금제여래좌상 역시 명문에 의해 아미타불상임을 알 수 있는데 아미타불은 서방 극락세계에 살면서 중생을 위해 자비를 베푸는 부처로 대승불교에서 가장 중요한 부처이다. 우리 나라에서는 정토사상의 발달과 함께 삼국시대부터 신앙되기 시작하여 통일신라시대에 크게 유행했던 불상형식으로 주로 관음보살과 대세지보살을 좌우의 협시보살로 배치하여 아미타삼존불을 이루고 있는 예가 많이 조성되었다.
광배는 두광과 신광으로 이루어졌으며 두광에는 연화문을 중심으로 당초문과 화염문이 투각되었고 신광 역시 당초문과 화염문이 장식되어 있는데 문양형태가 간략하지만 예리하게 처리되었다. 연화대좌는 상ㆍ중ㆍ하대로 구성되었으나 상대의 앙련이 불상의 옷주름에 가려져 있어 중대와 하대에 표현된 복련만 보인다.
이 금제여래좌상은 당당하면서 양감있는 신체표현이나 부드럽고 사실적인 옷주름 표현, 상현좌 형식의 대좌, 정교한 광배문양 등에서 균형감있는 조형감과 세련된 조각기법이 나타나 있으므로 8세기 초의 통일신라시대 불상양식을 잘 보여준다.

## 기록
삼층석탑의 2층 옥개석에서 발견된 금동사리함의 뚜껑 안에는 다음과 같은 글이 새겨져 있다.
… 신문대왕오계응세십선어민치정공성천수삼년임진칠월이일승천소이 신목대후 효조대왕봉위 종조성령선원가람건립삼층석탑성력삼년경자육월일일 신목대후수이장사고승정국대족이년임인칠월입칠일 효조대왕등하신룡이년병오오월삼십일 금주대왕불사리 사전금미타상육촌일구무구정광대다라니경일권안치석탑제이층이상…

즉, 692년에 효소왕이 신문왕을 위해 세운 삼층석탑 속에《무구정광다라니경과 불사리 4개, 그리고 순금으로 된 6촌 크기의 아미타불상 1구를 성덕왕 때인 706년 5월 30일에 안치하여 신문왕을 비롯하여 신목왕후, 효소왕의 명복을 빌었다"고 되어 있다. 이 명문 속에 나오는 아미타불상이 바로 이 금제불좌상을 가리키는 것으로 볼 수 있으나 높이가 12.2cm로 명문에 나오는 불상의 크기와 다소 차이가 있다.

## 같이 보기
- 경주 구황리 삼층석탑 (국보 제37호)
- 경주 구황동 금제여래입상 (국보 제80호)